# Magično število (fizika)
Mágično števílo je v jedrski fiziki število nukleonov, ki so razporejeni v celotne lupine znotraj atomskega jedra. Ta števila so:
2, 8, 20, 28, 50, 82, 126.
Če je število protonov enako enemu izmed magičnih števil, ima nevtralni atom isto število elektronov, ki so razporejeni v celotne elektronske lupine okoli atomskega jedra.
Atomsko jedro, katerega število nukleonov je enako takšnemu »magičnemu« številu je stabilnejše od jeder, ki imajo manj ali več nukleonov. Velja še naprej, da so jedra, ki imajo število nevtronov in protonov enako enemu izmed magičnih števil, še stabilnejša. Izotop helija 4He je, na primer, posebej stabilen, ker ima 2 protona in 2 nevtrona. Takšna jedra se imenujejo dvojno magična.